# Tqibuli

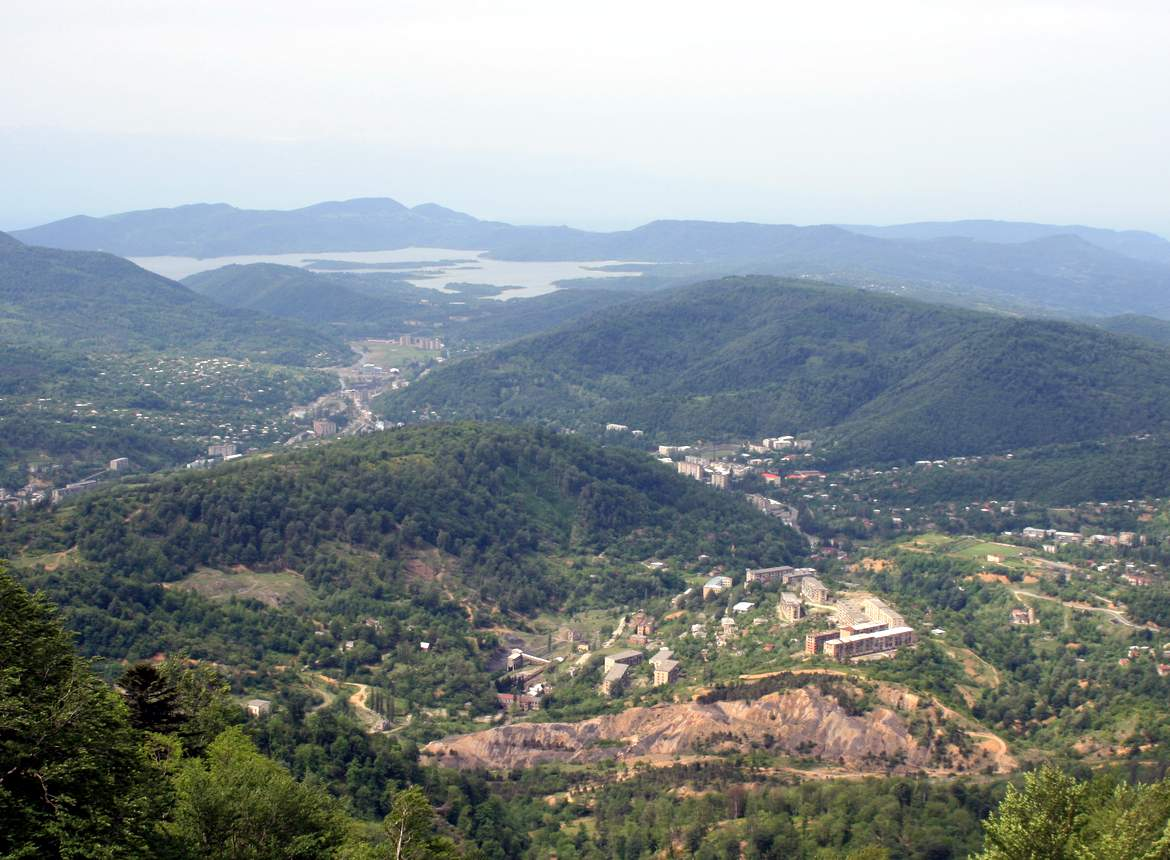
Blick von Norden

Tqibuli (georgisch ტყიბული; deutsch auch Tkibuli, abgeleitet von der russischen Schreibweise Ткибули) ist eine Stadt in Georgien.

## Lage
Tqibuli liegt im zentralen Teil Georgiens, etwa 160 Kilometer Luftlinie nordwestlich der Hauptstadt Tiflis und 25 Kilometer nordöstlich der Regionshauptstadt Kutaissi, in der Region Imeretien und ist Verwaltungssitz der gleichnamigen Munizipalität Tqibuli.
Die Stadt erstreckt sich über mehrere Kilometer im engen Tal des gleichnamigen Flusses, Tqibuli (im Unterlauf Dsewri), eines rechten Nebenflusses des rechten Rioni-Zuflusses Qwirila. Nördlich wird die Stadt in einem Halbrund vom knapp 1500 m hohen Nakerala-Kamm umschlossen, wie dieser Abschnitt des Ratscha-Gebirges genannt wird, der Imeretien hier von der historischen Provinz Ratscha, Teil der heutigen Region Ratscha-Letschchumi und Niederswanetien, trennt.

## Einwohnerentwicklung
Tqibuli hatte 9.770 Einwohner bei der Volkszählung von 2014. Die Wirtschaftskrise der 1990er-Jahre nach dem Zerfall der Sowjetunion, einhergehend mit dem Niedergang des Kohlebergbaus, resultierte in einem Rückgang der Einwohnerzahl Tqibulis um mehr als die Hälfte.
| Jahr | Einwohner |
| ---- | --------- |
| 1897 | 800       |
| 1959 | 22.702    |
| 1970 | 23.153    |
| 1979 | 21.821    |
| 1989 | 21.867    |
| 2002 | 14.454    |
| 2014 | 9.770     |

Anmerkung: Volkszählungsdaten (1897 gerundet)

## Geschichte
1845 wurden beim Dorf Tkwibuli (russisch Тквибули), wie der Ort bis in die erste Hälfte des 20. Jahrhunderts bezeichnet wurde, Steinkohlenvorkommen entdeckt. Deren Ausbeutung im industriellen Maßstab begann jedoch erst nachdem Bahnstrecke Rioni–Tqibuli 1887, von Kutaissi kommend, bis hierher verlängert wurde. Eine Brikettfabrik entstand, und 1897 wurden 1.288.000 Pud (etwa 20.000 Tonnen) Kohle gefördert.
In der sowjetischen Periode wurde die Steinkohlenförderung erheblich ausgebaut. Die Einwohnerzahl des Orts vervielfachte sich; er erhielt zunächst den Status einer Siedlung städtischen Typs und 1939 die Stadtrechte. Von 1945 bis 1949 befand sich in der Stadt das Kriegsgefangenenlager 518 für deutsche Kriegsgefangene des Zweiten Weltkriegs mit bis zu 7600 Insassen in mehreren Zweiglagern. Sie wurden vorwiegend im Kohlebergbau und der Bauwirtschaft eingesetzt. 1946/1947 wurde die Eisenbahnstrecke elektrifiziert, um die kontinuierliche Kohleversorgung des großen, in Rustawi im Osten Georgiens neu errichteten Stahlwerks zu sichern.

## Wirtschaft
Neben dem Kohlebergbau gibt es Betriebe der Lebensmittelindustrie (Tee) sowie der Bau- und Forstwirtschaft. Südlich der Stadt ist der Tqibuli-Fluss zum Tqibuli-Stausee angestaut, an dem seit 1956 das Tqibuli- oder Dsewrula-Wasserkraftwerk mit einer Leistung von 80 Megawatt in Betrieb ist. Jenseits des Nakerala-Kammes liegt am nach Norden zum Rioni fließenden Schaori ein weiterer, gleichnamiger Stausee, dessen Wasser jedoch durch einen Stollen unter dem Gebirgskamm in das Tal des Tqibuli geleitet wird. Dort treibt es am Nordrand der Stadt Tqibuli das Schaori-Wasserkraftwerk mit einer Leistung von 38 Megawatt an, das 1955 in Betrieb ging. Beide Kraftwerke werden heute von Energo-Pro Georgia betrieben, das zum tschechischen Unternehmen Energo-Pro gehört.

## Verkehr

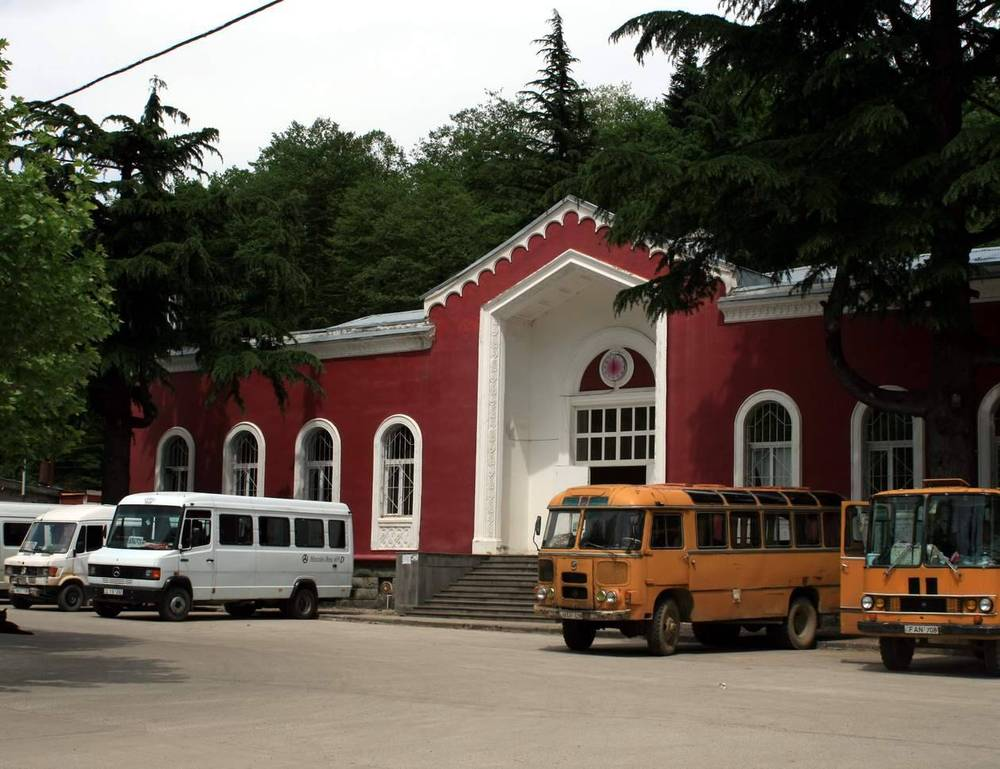
Bahnhof Tqibuli

Tqibuli ist Endpunkt der 52 Kilometer langen Bahnstrecke Rioni–Tqibuli, die im Bahnhof Rioni in einem südlichen Vorort von Kutaissi von der Bahnstrecke Poti–Baku abzweigt. Auf dem Gebiet der Stadt liegen die Bahnhöfe Tqibuli 1, Tqibuli 2 und Tqibuli Kopi.
Straßenverbindung besteht in südwestlicher Richtung nach Kutaissi sowie nach Süden durch das Tal des Tqibuli. Die Straße führt weiter nach Norden über den 1218 m hohen Nakerala-Pass über den Ratscha-Gebirgszug in die per Straße 42 km (Luftlinie 25 km) entfernte Hauptstadt der Region Ratscha-Letschchumi und Niederswanetien Ambrolauri, wo die Ossetischen Heerstraße durch das obere Rioni-Tal erreicht wird.

## Söhne und Töchter des Ortes
- Kachi Kawsadse (* 1935), Theater- und Filmschauspieler
- Ketewan Lossaberidse (1949–2022), Bogenschützin und Mathematikerin
- Tariel Oniani (* 1952), Mafiaboss